# Olympic Studios
Olympic Studios je hudební nahrávací studio, které se nachází v londýnské čtvrti Barnes. Budova byla vystavěna v roce 1906 a nejprve zde sídlilo divadlo. Po druhé světové válce byla přestavěna na kino a v padesátých letech zde začalo sídlit televizní studio; nedlouho poté zde vzniklo hudební nahrávací studio. Nahrávali zde například hudebníci John Cale, Cat Stevens, Richard Thompson nebo skupiny Pink Floyd, Soft Machine nebo Hawkwind. Studio zaniklo v roce 2009, ale o čtyři roky později bylo v menším rozsahu opět otevřeno.